# Dowelltown (Tennessee)
Dowelltown es un pueblo ubicado en el condado de DeKalb en el estado estadounidense de Tennessee. En el Censo de 2010 tenía una población de 355 habitantes y una densidad poblacional de 174,61 personas por km².

## Geografía
Dowelltown se encuentra ubicado en las coordenadas 36°0′44″N 85°56′32″O / 36.01222, -85.94222. Según la Oficina del Censo de los Estados Unidos, Dowelltown tiene una superficie total de 2.03 km², de la cual 2.03 km² corresponden a tierra firme y (0%) 0 km² es agua.

## Demografía
Según el censo de 2010, había 355 personas residiendo en Dowelltown. La densidad de población era de 174,61 hab./km². De los 355 habitantes, Dowelltown estaba compuesto por el 90.7% blancos, el 6.48% eran afroamericanos, el 0% eran amerindios, el 0% eran asiáticos, el 0% eran isleños del Pacífico, el 0.28% eran de otras razas y el 2.54% pertenecían a dos o más razas. Del total de la población el 1.13% eran hispanos o latinos de cualquier raza.